# دولت أباد (دولت أباد)
دولت أباد (بالفارسية: دولت‌آباد) هي قرية تقع في إيران في قسم دولت أباد الريفي. يقدر عدد سكانها بـ 440 نسمة .